# Dráždivost (biologie)
V biologii znamená dráždivost schopnost živé tkáně, buňky či organismu odpovídat na vnější stimuly.

## Využití pojmu

### Definice života
Dráždivost je v řadě definic živého a života jednou z položek či charakteristik (biologického) života. Nicméně v této souvislosti je koncept kritizován řadou filozofů biologie, protože nezohledňuje různé jevy jako zimní spánek, letní spánek, hibernace, inhibice nebo kóma, kdy živý organismus vykazuje jen velmi omezenou dráždivost. Reakce na okolí ani nemusela být vždy důsledkem evolučního vývoje.

### Kardiologie
Dráždivost srdečního svalu je schopnost jeho kontrakce na elektrický impuls ze srdeční svaloviny (myokardu)

### Neurologie
Hladina dráždivosti je mírou vzrušivost tkání elektrickými impulsy nebo naopak nervových odpovědí na mechanický podnět. Kromě toho se pojem používá jako schopnost správně odpovídat na elektrické impulsy.